# 横部実佳
横部 実佳（よこべ みか・1982年12月7日 - ）は、日本の元レースクイーン、女性モデル。
2001年にレコード会社のキャンペーンレディとしてキャリアをスタート。その後レースクイーンに転身し人気を集める。現在はRQを卒業しマネージャー・コントローラー業に専念している。
趣味は料理、パン作り、ネイルアート、服のリメイク。

## 来歴
岡山県にて3人きょうだいの次女（7歳上の姉と2歳下の弟がいる）として出生。中学時代はオーストラリアにホームステイした経験がある。
2000年、エイベックス主催のパラパラダンスオーディション企画「全日本ギャルパラ選手権」に出場したのをきっかけに上京。2001年、同社のキャンペーンレディ「Parapa☆Love」（パラパラヴ）のメンバーとなり、2003年まで活動した。
2004年、芸能事務所アルテミスに所属。同年、ORC（小倉クラッチ）レーシングレディとしてレースクイーンデビュー。2005年も引き続きORCレーシングレディを務めた。
2006年、岡山国際サーキットで行われたSUPER GT第2戦にて、「houzan's cosmos サーキットレディ」としてスポット参戦する。この年はavexキャンペーンガールとして、東京オートサロン、大阪オートメッセ、札幌オートサロンに参加している。
2007年、SUPER GT「ユンケルガール」を務めた後にアルテミスを退所し、2008年1月よりスタイルコーポレーションに移籍。同年、同じ事務所の中川知映、渕脇レイナ、伊勢真弓と共にSUPER GT「GREEN TECH KUMHOサーキットレディ」を務める。この年の5月には自身のブログをアメーバブログに移している。
2009年3月、自身の夢であったWeds Sportレースクイーンのオーディションに合格。三咲舞花、山田理絵と共にSUPER GT「Weds Sport RACING PROJECT BANDOH」のレースクイーンを務める。同年10月17日と18日にオートポリスで行われたSUPER GT第8戦では、スタート進行時にGTのロゴが描かれた大きな旗を持ってコース上を行進した。
2010年12月12日の撮影会をもってモデル・タレント業を卒業。それ以降はマネージャー・コントローラー業に転身し、2011年からは南香織がプロデュースするSUPER GTレースクイーンプロジェクト「sucre」にGAINER（GT300）のコントローラーとして参加する他、2012年の大阪オートメッセでは、イメージガール4人のコントローラーを務めた。

## エピソード
- レースクイーンになろうと思った理由は、Parapa☆Loveで一緒だった奥野静香（現：株式会社キャラズ代表取締役）がレースクイーン活動をしていたのを見て、憧れていたことがきっかけ[10]。
- ヨコモレディを務めた関係でラジコンにも興味を持ち、2008年12月20日と21日に谷田部アリーナで行われた「YOKOMOドリフトミーティング2008 Special Round」では、レディースクラスで3位に入賞した[11]。
- 2009年11月15日と2010年5月23日に新千歳モーターランドで行われた「DRIFT FIGHTER Hokkaido Battle」では、Wedsでドライバーを務めた織戸学らと同行し、北海道を満喫した。また毎年1月に行われる「平中克幸 NEW YEAR PARTY」（於：ジャスマックプラザザナドゥ）では、渕脇レイナと同伴で出席したこともある[12][13]。
- KUMHOサーキットレディ時代の同僚だった伊勢真弓とは今でも仲が良く、スタイル退所後に結婚した伊勢が第一子を出産した際は自身のブログでいち早く報告している[14]。
- マネージャーに転身後は新人の発掘にも取り組むようになり、大沢花南（おおさわ かな）を自らスカウトしていた[15]。

## その他の活動
- 東京モーターショー「CQ MOTORS」（2003年）、「SUZUKI」（2005，2007，2009年）
- 東京オートサロン「avex SUPER EUROBEAT GIRL」（2006年）、「GOODYEAR」（2007，2008年）
- 鈴鹿8耐「Castrol - the0123ガール」（2005年）
- ヨコモ「YOKOMO LADY」（2007年～2009年）
- Moto GP 「RIZLA SUZUKIレースクィーン」（2010年）